# Gelpetal

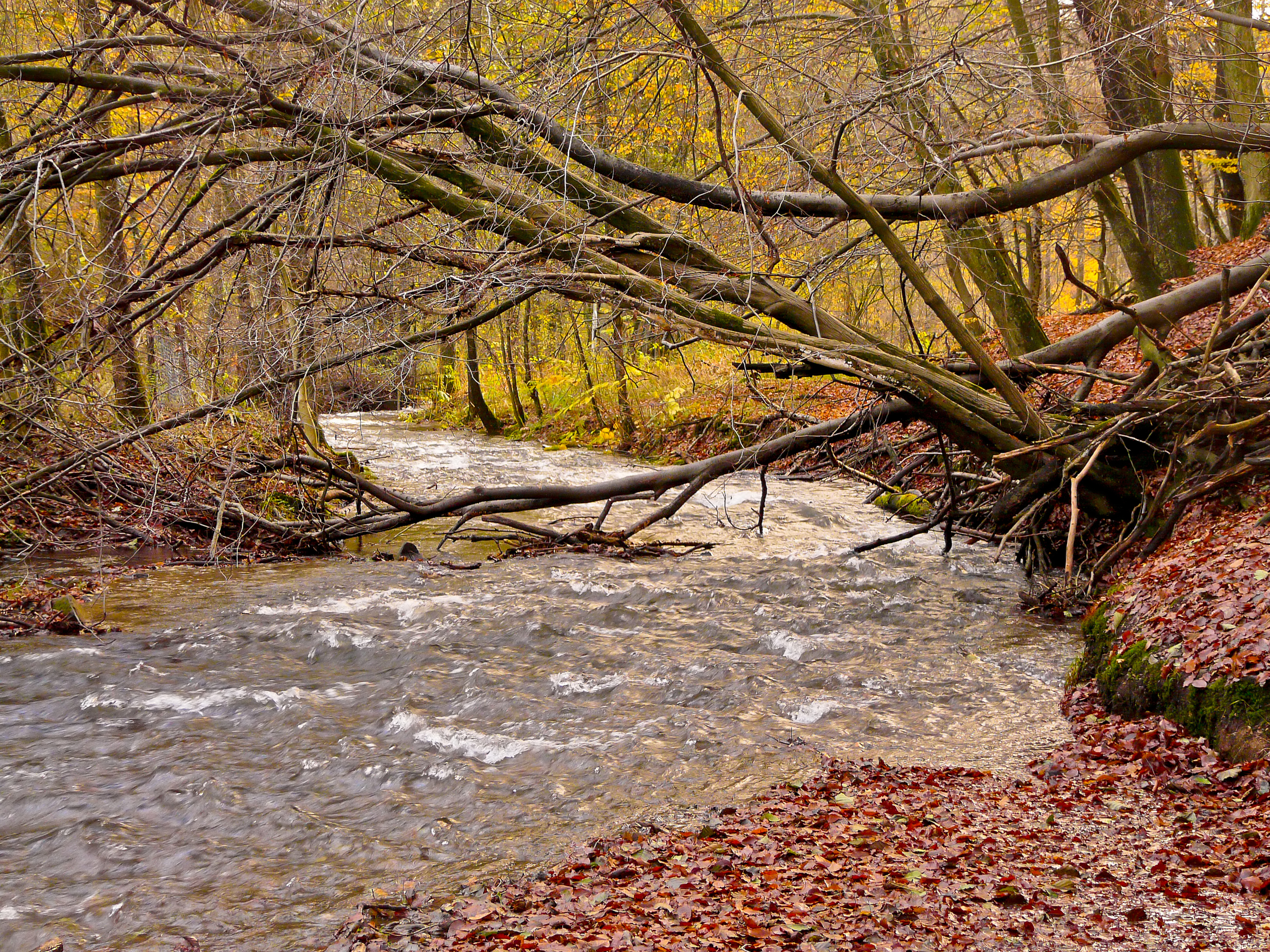
Bachlauf der Gelpe

Das Gelpetal bildet zusammen mit dem Saalbachtal ein bewaldetes Naherholungsgebiet im Süden der Stadt Wuppertal an der Grenze zu Remscheid.
Die beiden Bäche Gelpe und Saalbach vereinen sich im Zillertal genannten unteren Gelpetal und münden kurze Zeit später in den Morsbach, einen der größeren Zuflüsse der Wupper.

## Industriegeschichtliche Bedeutung

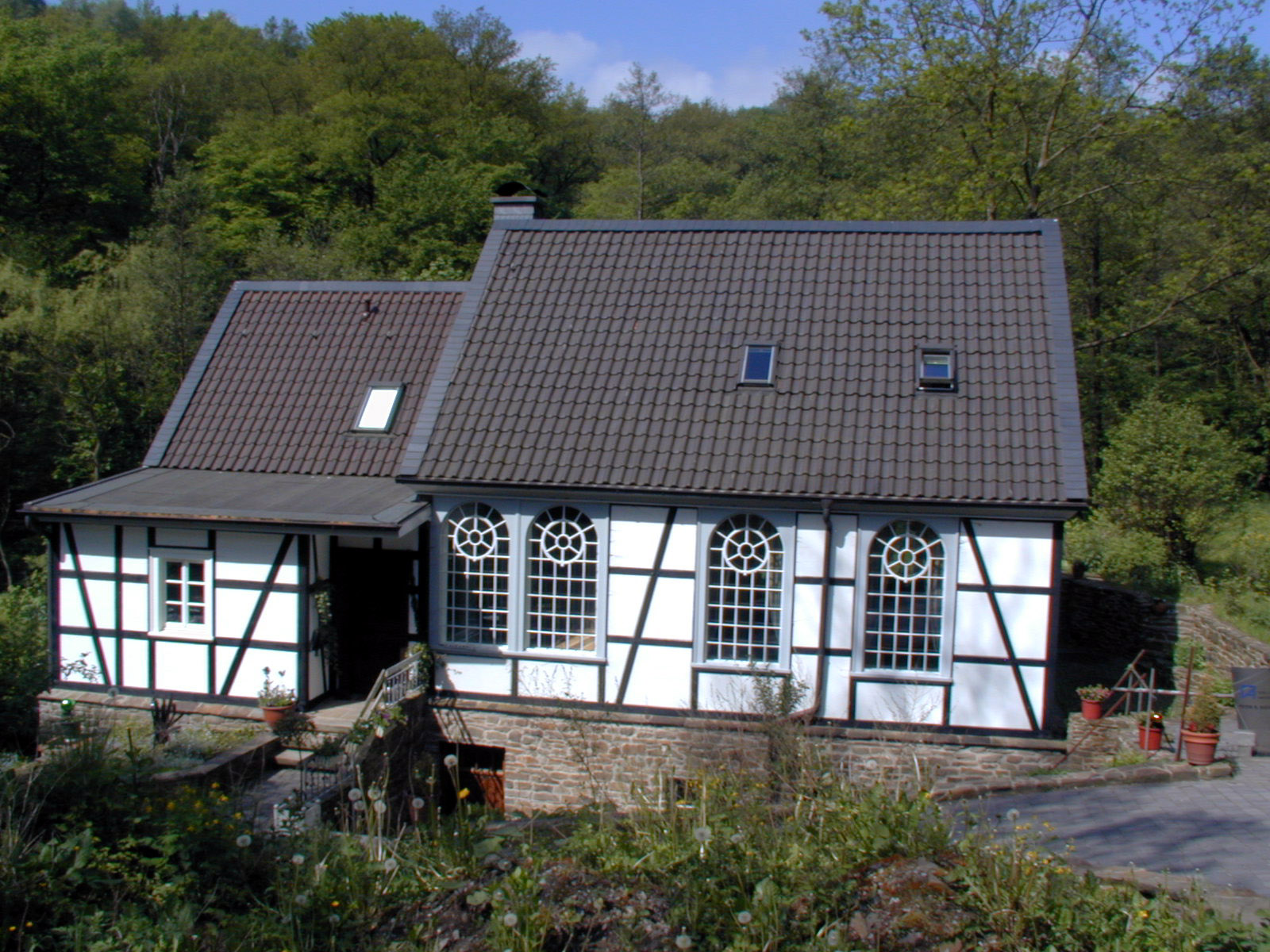
Der Käshammer im Gelpetal

Funde von Erzabbaustätten und Rennöfen im Gelpetal, die nach Aussage des Historischen Zentrums Wuppertal ins 10. Jahrhundert zurückdatiert werden, zeigen, dass im Tal bereits im frühen Mittelalter Eisen verarbeitet wurde. Nach Meinung einiger Etymologen kann man Wasserläufe mit den Endungen -apa, -epe, -pe und -fe auf das urgermanische Wort „Apa“ zurückführen, das für „Bach“ oder „Gewässer“ steht. (Die frühere Deutung als keltische Endung wurde aufgegeben, da es keine ausreichenden Hinweise auf die Kelten im Wupperbogen gibt.) So lässt der Name Gelpe vermuten, dass diese Bäche bereits vor der Besiedlung des Bergischen Landes, die zwischen dem 7. und 9. Jahrhundert einsetzte, bekannt waren.
An den Bächen und Flüssen im Wuppertaler, Remscheider und Solinger Raum wurde seit dem 14. Jahrhundert Eisen und Stahl industriell bearbeitet. Im Gebiet dieser drei Städte siedelten sich mehrere hundert Hammerwerke und Schleifkotten an, die bis zum Beginn des 20. Jahrhunderts die Wasserkraft der Region nutzten.
Obwohl der Grad der Industrialisierung im Raum aufgrund des Wasserreichtums der Region seit dem 17. Jahrhundert einer der höchsten im gesamten deutschsprachigen Raum war, verteilte sich die gesamte Industrieleistung auf zahlreiche einzelne Werkstätten, in denen aus Eisenrohlingen hochwertiger Stahl raffiniert und weiter zu Sicheln, Sensen, Werkzeugen, Schwertern und anderen Schneidwaren weiterverarbeitet wurde. Das Roheisen wurde über die Bergische Eisenstraße aus dem Siegener Raum importiert, die Holzkohle für die Schmieden wurde vor Ort in Kohlenmeilern gewonnen.
Die Erzeugnisse wurden anschließend in ganz Europa vertrieben. Erst mit dem Aufkommen von Dampfmaschinen (später Elektromotoren) und dem Bau von Kohlenwegen aus dem Ruhrgebiet (später Eisenbahnen) verließen die Betriebe die engen, feuchten und dunklen Täler und siedelten sich auf den verkehrstechnisch besser erschlossenen Höhenzügen an.
Einer der Kohlenwege führte auch durch das Gelpetal und sorgte ab dem späten 19. Jahrhundert für die Anlieferung von Steinkohle für die als Ersatz der unsicheren Wasserkraft eingerichteten Dampfmaschinen.
Die Gelpe sowie der Saalbach (siehe auch Ronsdorfer Talsperre) beherbergten an ihren Läufen eine Vielzahl, wie Perlen an einer Kette aneinandergereihten Schleifkotten und Hämmern aus der Frühgeschichte der Industrialisierung der Mittelgebirgsregion Bergisches Land, die zunächst das fließende Wasser als Antrieb nutzten. Einige Anlagen wurden bis zur Mitte des 20. Jahrhunderts zu kleinen Fabrikanlagen mit hohen Essen und großen Werkhallen ausgebaut.

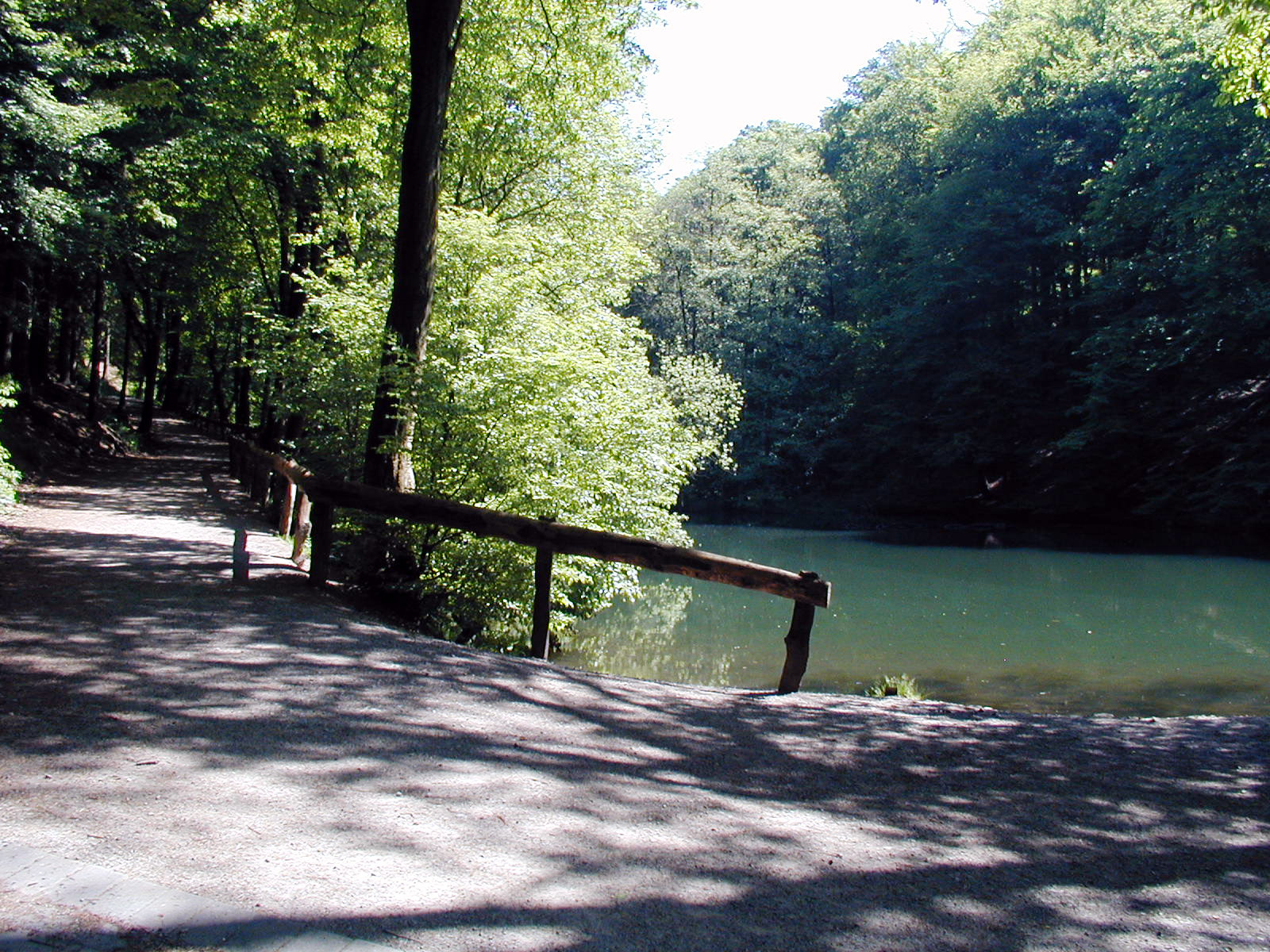
Stauteich des Hordenbachshammers am Saalbach

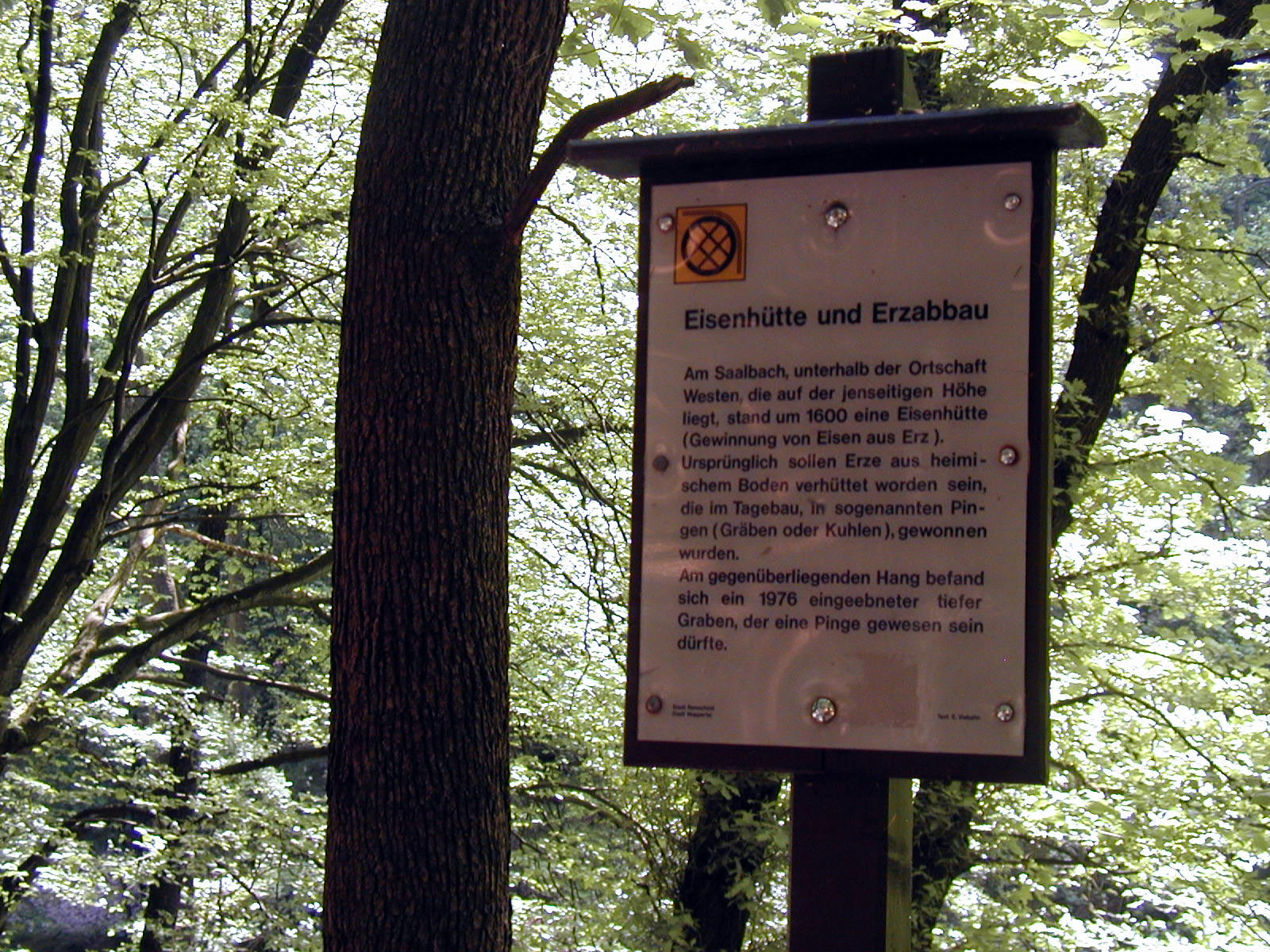
Info-Tafel: Eisenhütte und Erzabbau

In der Reihenfolge von der Quelle zur Mündung sind es:
- Speckshämmerchen
- Pickardtskotten
- Oberer Jansenkotten
- Cremerskotten
- Meistershammer
- Teschenkotten
- Unterer Jansenkotten
- Tippelskotten
- Jasperskotten
- Käshammer (Höltershammer)
- Mühlenbergerkotten
- Büngershammer
- Friedrichshammer
- Hundsschüppe
- Wolfertshammer
- Westerhammer
- Reinshagenshammer
- Neuenkotten
- Steffenshammer
- Schliepershammer
- Rottsiepershammer

Heute sind diese Bauwerke fast alle vollständig verschwunden, nur Stauanlagen und Wassergräben blieben teilweise erhalten, von denen die meisten aufgrund ihrer regionalen industriegeschichtlichen Bedeutung als Bodendenkmäler geschützt sind. Der Käshammer wurde liebevoll restauriert. Der Steffenshammer mit funktionierendem, oberschlächtigem Wasserrad in der Remscheider Ortschaft Clemenshammer am Unterlauf beherbergte eine Außenstelle des Deutschen Werkzeugmuseums/Historisches Zentrum der Stadt Remscheid und wird heute von einem Förderverein betreut.
Der 1980 eingeweihte Industrie-Geschichtslehrpfad im Gelpe-Saalbach-Gebiet erläutert auf Tafeln die einzelnen historischen Stätten und deren Funktion.

## Gelpetal als Erholungsraum

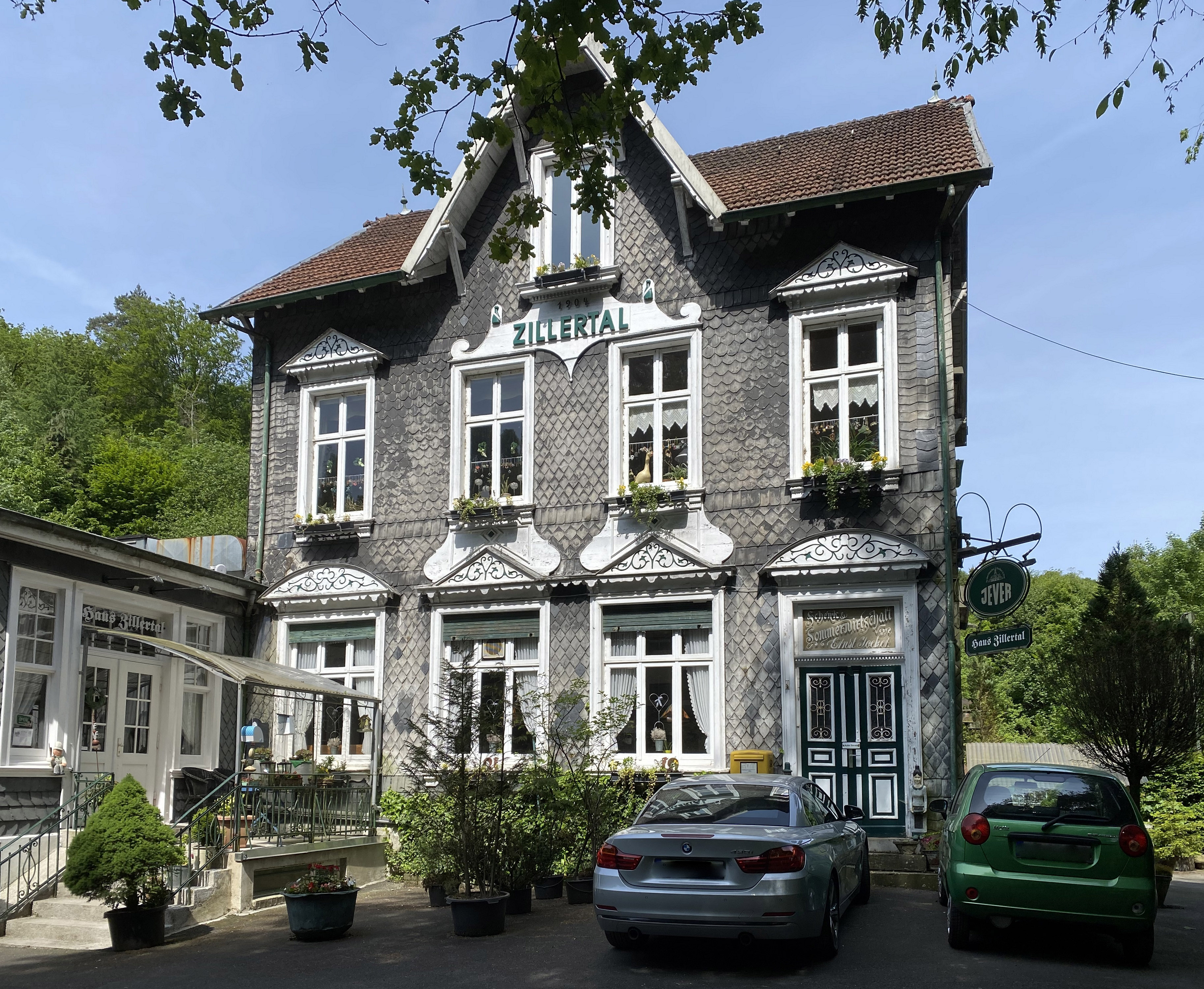
Ausflugslokal Zillertal

Seit Ende des 19. Jahrhunderts übernahm das Gelpe- und das Saalbachtal immer mehr die Funktion eines Naherholungsgebietes. Der Bau der Ronsdorfer Talsperre trug zu der Attraktivität des Raums nachhaltig bei und lockte nach der Fertigstellung große Besucherströme an. Obwohl die Täler ein reiner Industrieraum waren, lagen die Werkstätten einzeln im Wald und boten mit ihren Wassergräben und Stauteichen pittoreske Kulturlandschaften, die zu Spaziergängen einluden. Ausflugslokale (Bergisch Nizza, Gelper Hof, Käshammer, Büngershammer, Zillertal) siedelten sich an und sorgten für einen weiteren Anstieg der Besucherzahlen.
Heute leitet ein dichtes Wanderwegenetz die Spaziergänger durch die Landschaft.

## Naturschutzgebiete

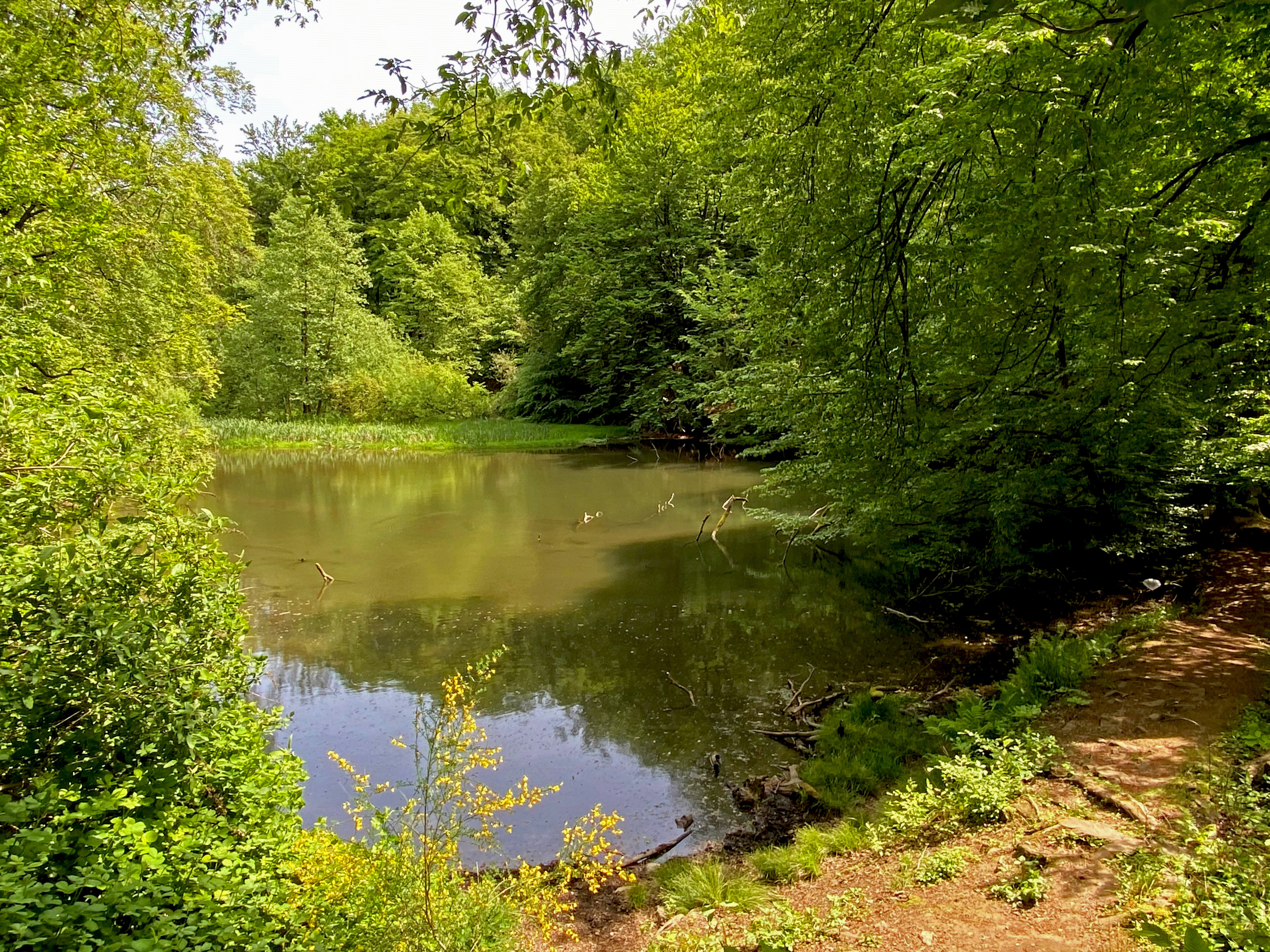
Stauteich am Saalbach

Fast der gesamte Bachlauf der Gelpe und des Saalbachs ist trotz der ehemaligen industriellen Nutzung als Naturschutzgebiet und Fauna-Flora-Habitat Naturschutzgebiet Fließgewässersystem Gelpe- und Saalbachtal ausgewiesen. Die Naturschutzgebiete umfassen in Wuppertal eine Fläche von etwa 133 ha und in Remscheid – unter der Bezeichnung Gelpe-Saalbach (RS-003) – etwa 22,7 Hektar.